# Briceni
Briceni (în ucraineană Бричани, în rusă Бричаны) este un oraș, reședința raionului Briceni din nordul Republicii Moldova. Localitatea are 8.765 locuitori și o suprafață de 5,13 km².

## Geografie

### Amplasare
Orașul Briceni este situat într-o vale largă formată de râulețele Lopatnic și Vilia. Orașul se află la o distanță de 230 km. nord de Chișinău. Odată cu darea în folosință a fabricii de zahăr, aici s-a tras o ramură de cale ferată de la Vășcăuți (Ucraina).

### Resurse naturale
Resursele naturale ale orașului Briceni sunt fondul funciar care este reprezentat de cernoziomuri cu un grad înalt de productivitate. În preajma orașului este o pădure unică pe o suprafață de 30 ha, cu copaci seculari.
În oraș este amenajat un parc și 3 scuaruri. De asemenea este o zonă de agrement cu patru iazuri unite prin cascade. Cel mai mare lac din teritoriu are 33 ha.
În anul 2003 orașul a fost desemnat la concursul republican „Cel mai verde, cel mai bine amenajat și cel mai curat oraș al Moldovei”.

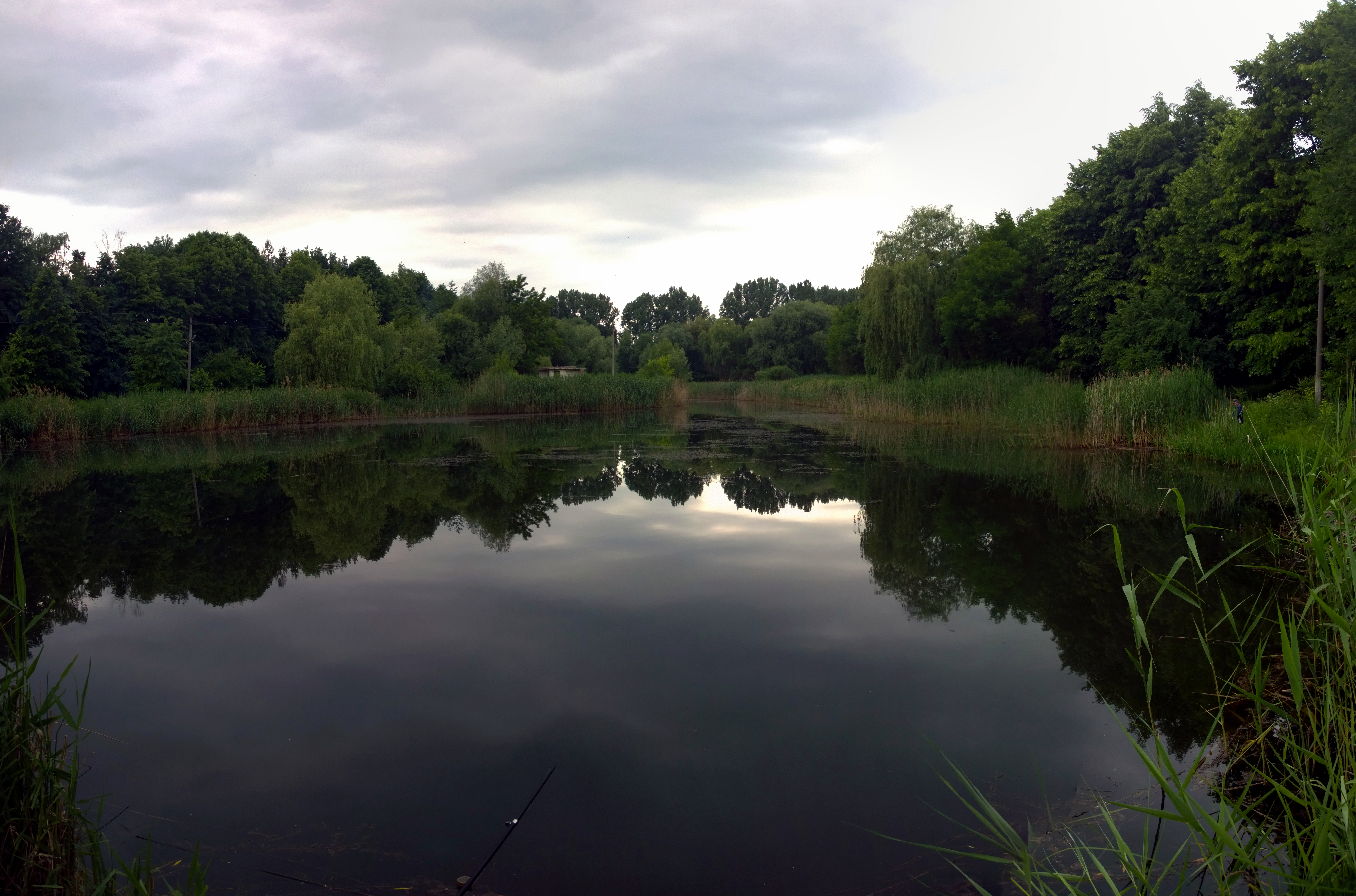
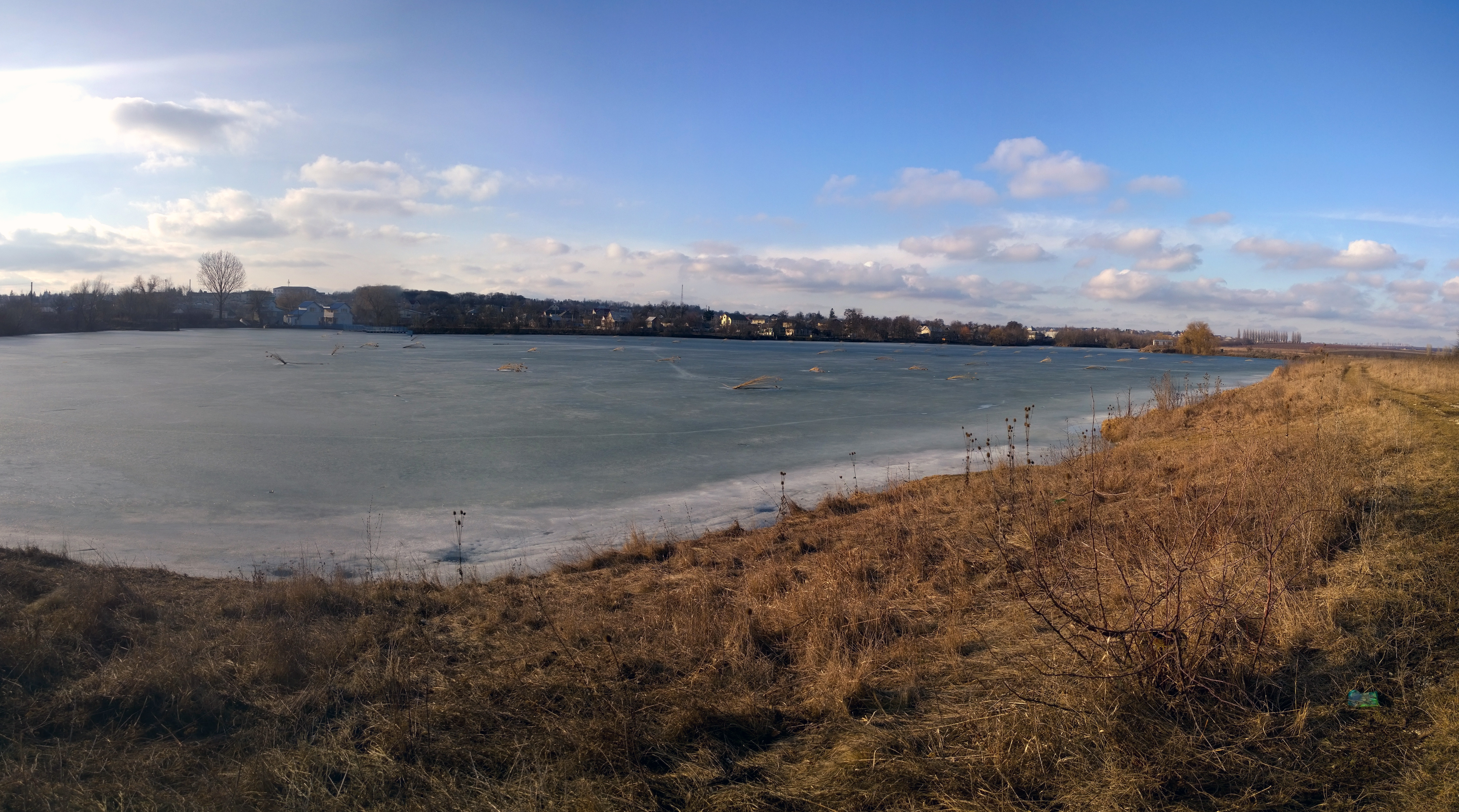
Lacul înghețat, vedere spre oraș
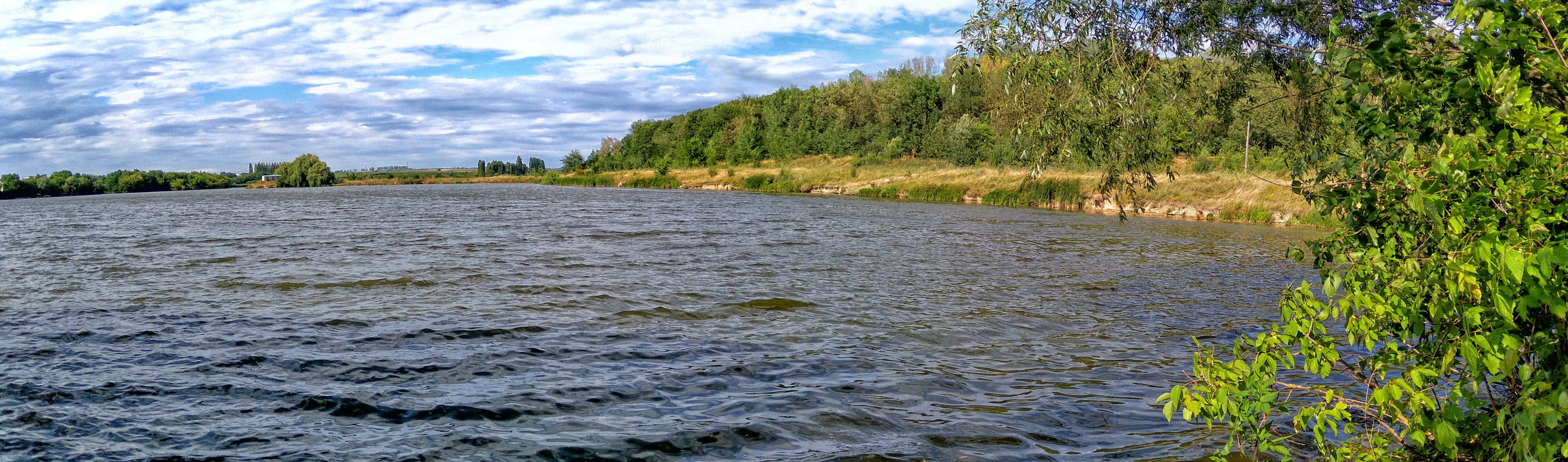
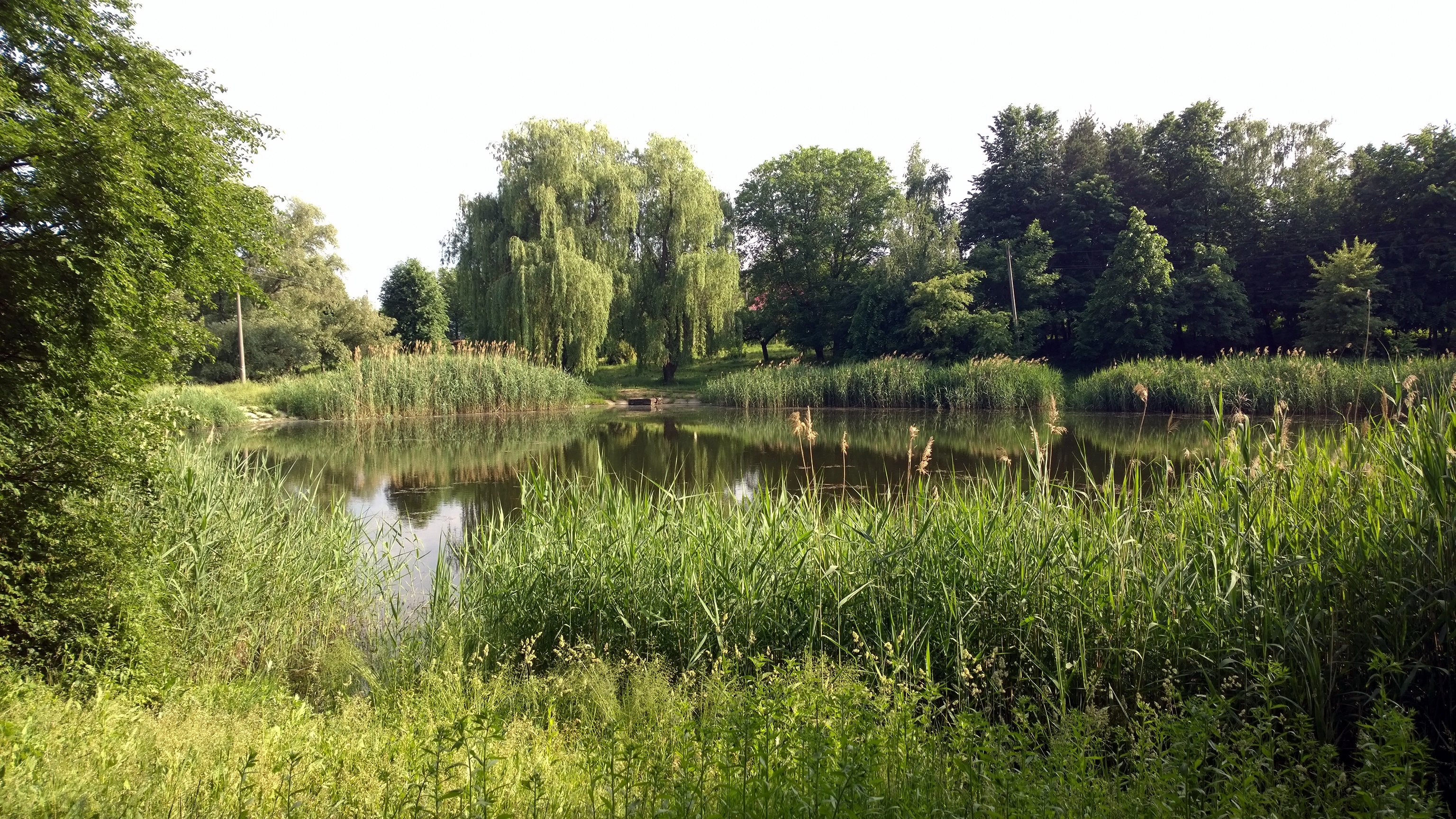

## Istorie

### Preistorie
Arheologii au identificat pe teritoriul orașului vetre a două sate existente în mileniile IV-II î.Hr. Pe locul vetrelor au fost colectate materiale arheologice care ne pot oferi informații despre viața locuitorilor. Unul din sate se afla în sud-vestul orașului pe colina Dealul Pleșuv . Celălalt sat era situat pe teritoriul orașului, lângă cimitirul evreiesc. Locuitorii acestor sate își construiau case spațioase, cu sau fără nivel, din lemn și lut amestecat cu pleavă și paie. Populația era antrenată în cultivarea pământului, creșterea vitelor, produceau unele de muncă, deși cunoșteau arama, totuși majoritatea uneltelor de muncă era din cremene. Așezările au fost mistuite de foc, rămânând urme de case, grămezi de lut, ar cu amprente de nuiele, vase de argilă și alte obiecte casnice.

### Epoca romană și a popoarelor migratoare
După cucerirea Daciei de către Imperiul Roman în 106 e.n., aici s-a format un sat de agricultori. Locuitorii își făceau case din nuiele și lut, acoperite cu stuf sau paie. Se practicau diferite meșteșuguri casnice, prelucrarea pământului, creșterea vitelor, comerțul cu orașe din Imperiul Roman. Localitatea a fost distrusă în 365 e.n. de către hoarde de huni. Pe locul caselor s-u descoperit grămezi de lut ars, fragmente de vase, toate datând din perioada romană (sec. II-IV).

### Țara Moldovei
Denumirea veche a orașului Briceni, când localitatea era doar un mic sătuc este Adicăuți, sub care nume a fost atestată prima dată localitatea Briceni. Cea mai veche atestare scrisă de până acum datează cu 7 august 1576, într-un document prin care Petru voievod întărește lui Gavril logofăt un sat cumpărat, cu 400 zloți tătărești, de la Ana, jupâneasa lui Toader Bocotco cămăraș, fiica lui Gavril portarul:
„Tălmăcire de pe uric vechiu sârbesc, din leat 7084 <1576> august 7, scris în Iași, de Bârlădeanul.

Petru voievod, cu mila lui Dumnezeu, domn al Țării Moldovei. Iată au venit înainte noastră și înainte tuturor boierilor noștri ai Moldovei Ana giupâneasa lui Toadir Bocotco cămăraș, fiica lui Gavril portariul, nepoată de fiică a Mumei, și nepotul ei de frate, Petre, cu fratele său, Grigorie, și Toader, și sora lor, Nastasia și Fedora, copiii lui Ionașco, nepoți de fii lui Gavril portariul, și strănepoți ai Mumei, și, iarăși, rudeniile lor, Toader și fratele său, Ștefan, și surorile lor, Mica și Anița și Vasotca, copiii Munteancăi, și, iarăși, rudeniile lor, Păcurariul și soru-sa, Tecla, și Cerna și Magda, copiii Olușcăi, toți nepoți de fii ai Mumei și, iarăși, rudeniile ei, Micotici și frații lui, Ioniță și Frățian, copiii Ulianei, și, iarăși, rudeniile lor, Urâta și sora ei, Drăghina, fiicele Mărichei, toți nepoți de fii ai lui Ivașco, de a lor bunăvoie, de nimeni nevoiți, nici siliți, și-au vândut a lor dreaptă ocină și moșiei, un sat, anume Adiacăuții, ce este pe Vilie, în ținutul Hotinului, cu loc de hăleșteu și cu vad de moară în Vilie și cu dresuri de întăritură ce au avut ei de la Ioan voievod; pe același sat l-au vândut credincioasei slugii noastre, lui Gavril al treilea logofăt, drept 400 zloți tătărăști.”
Dar cu denumirea de Briceni prima dată apare într-un uric semnat de Gașpar Voievod în 1619: Uric sârbesc dela Gașpar voievod, din let 7127 <1619> Iulie 21, prin care întărește lui Simion Pilipovschi stăpânire satului Adiecăuții, numiți Bricenii.
Dar încă nu se statornicește această denumire, ci variază între Adicăuți (1576), Adiecăuți (1576), Diacăuți, Diacouți, Ditcăuți (1589), Pritceni (1589), Britceani (1589), Briceni (1589, 1619).

### Imperiul Rus

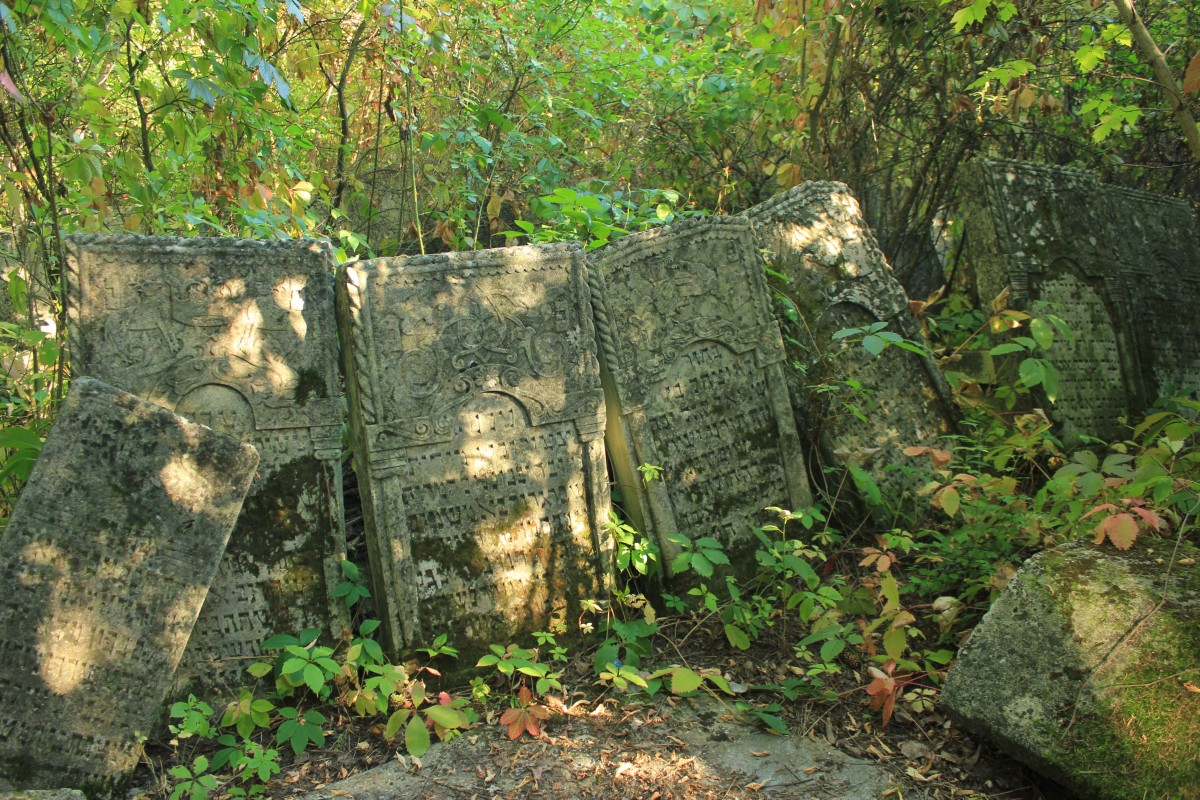
Cimitirul evreiesc din localitate

În 1774 administrația militară rusă găsește aici 26 de gospodării țărănești, care au fost supuse birului în folosul armatei. În lista birnicilor nu figurează nume de evrei, ruși sau ucraineni. În 1788 ocupația austriacă găsește târgul Briceni cu 55 de familii, dar în noiembrie al aceluiași an vin rușii. În noiembrie 1788 armata generalului Piotr Saltîkov îi alungă pe austrieci din Briceni. 
În 1812 satul Briceni avea o biserică din lemn din 1810 și un cimitir vechi chiar în centrul localității. La 12 decembrie 1814 la Briceni e cazată o unitate militară rusească formată din 11 ofițeri, 163 de ostași, care aveau și 162 de cai. În 1817 au fost înregistrate 86 de gospodării, 2 preoți, 2 dascăli, 4 mazilii, 7 negustori armeni, 250 fălci de teren arabil, 250 de pășuni, 3 iazuri, 3 mori. Pentru prima dată în 1828 se vaccinează 78 de copii contra vărsatului de vânt. La sfârșitul anului 1848 în Briceni locuiau 590 de familii de evrei - 2.693 bărbați și 2.824 femei. În 1859 numărul populației era de 7.140 locuitori, funcționau o sinagogă, 2 școli (una evreiască), 4 fabrici mici. 
Conform recensământului general al populației din 1897 efectuat de Imperiul Rus numai pentru așezările cu 500 locuitori și mai mult, orășelul număra 7.446 de locuitori, dintre care 7.184 (96,5%) erau de credință iudaică. În acea perioadă târgul era un important ștetl al comunității evreiești așkenaze. În același an (1897) în școala de două clase pentru băieți învățau 104 elevi, iar în cea de o clasă pentru fete – 66 de eleve.
În 1902 în Briceni erau 892 de case; 1 biserică; 1 sinagogă; o școală de băieți și una de fete cu 2 clase, frecventate de 112 elevi și 73 eleve.

### România interbelică
Un alt document privind numărul populației este Dicționarul statistic al Basarabiei, conform căruia în 1923 în Briceni locuiau 7.496 de suflete în 1610 case. Orășelul avea o fabrică de ulei, două de săpun, 2 școli primare, un medic de plasă, o moașă, 6 dentiști, un agent veterinar, 46 de cârciumi, un spital, 2 incubatoare, o sinagogă, un post de jandarmi.

### Al Doilea Război Mondial
Briceniul, la fel ca întreaga Basarabiei, a fost sustras României de către Uniunea Sovietică în 1940, în baza protocolului adițional secret la Pactul Ribbentrop-Molotov. România, ca aliat al Germaniei naziste, a recucerit teritoriul cu forța armelor în 1941, pentru a-l pierde din nou in 1944.

### Uniunea Sovietică postbelică

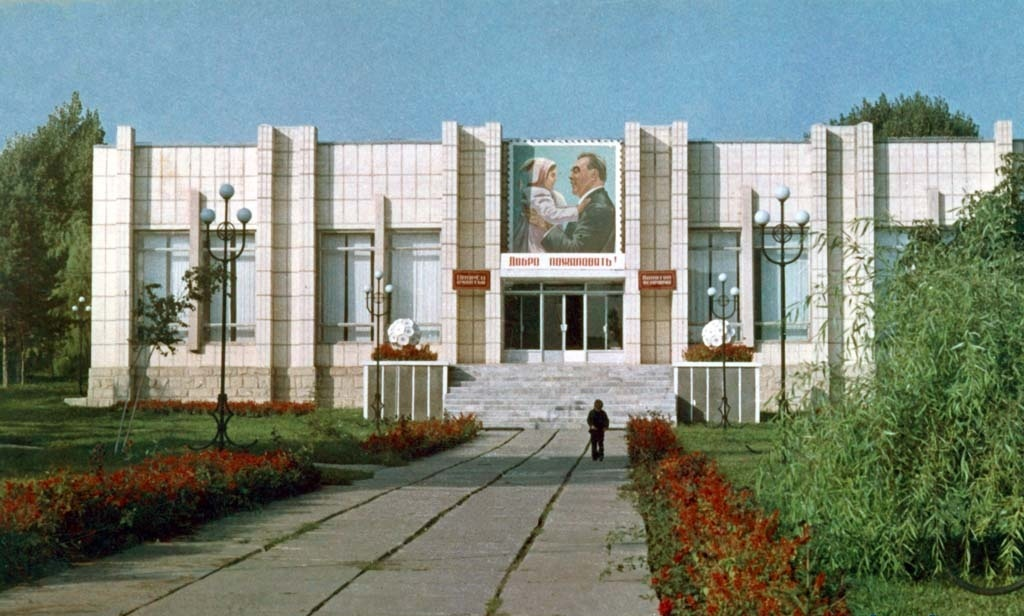
Oficiul Stării Civile în perioada sovietică

La 1 august 1949 în Briceni rămăseseră doar 4.949 de locuitori, inclusiv 186 moldoveni, 568  ruși, 3.205 ucraineni și 913 reprezentanți ai altor naționalități. Bricenii mult timp au continuat să rămână un târguleț prăfuit și murdar, cu căsuțe mici, deși de tip orășenesc în centru și cu multe case țărănești la periferie, din care cauză mult timp a fost separat în Bricenii-târg și Bricenii-sat.
Adevăratele transformări sociale încep aici odată cu atribuirea orășelului în decembrie 1964 a statutului de centru raional. Încep să se construiască clădiri și instituții de menire economică și social-culturală.

### Republica Moldova
În prezent populația majoritară a orașului Briceni o constituie ucrainenii și moldovenii iar limbile vorbite de acestea sunt rusa, româna și ucraineana.

## Simboluri

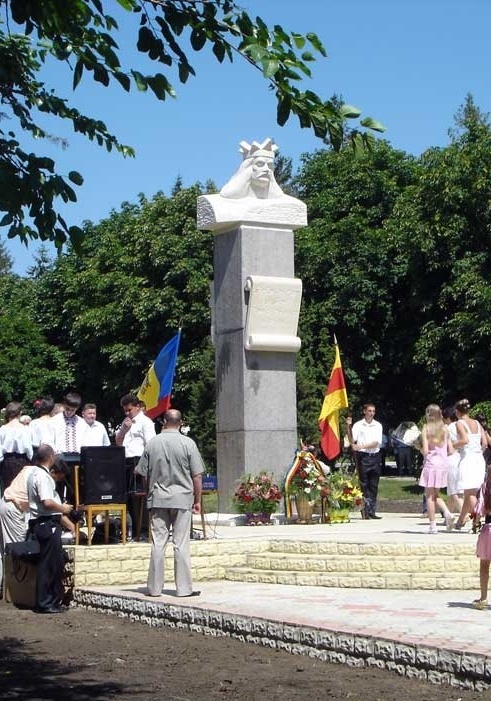
Bustul lui Ștefan cel Mare din oraș

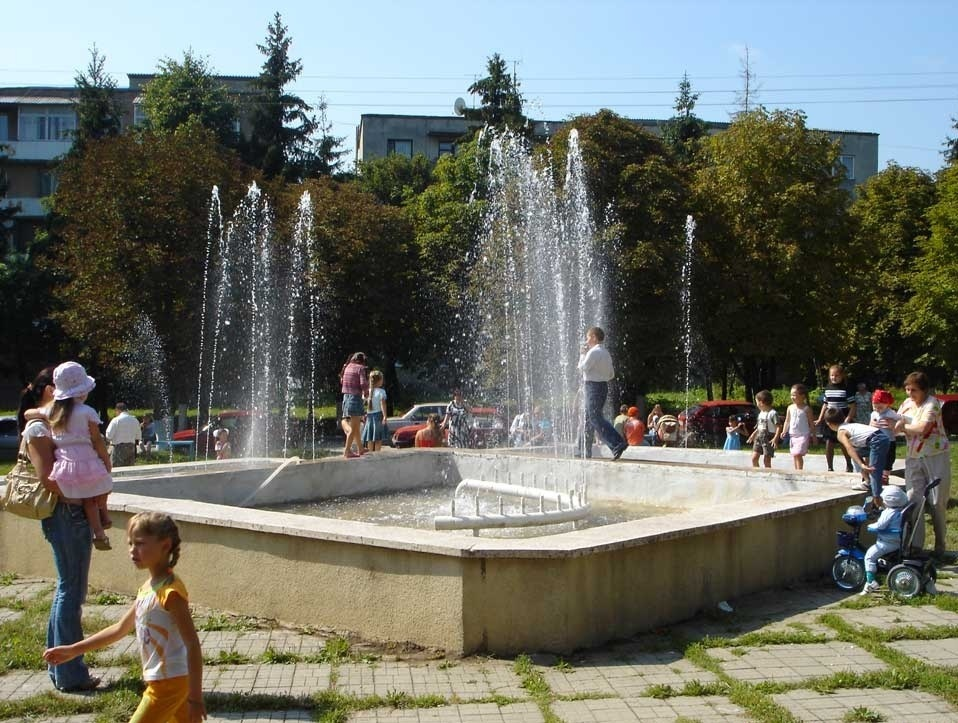
Havuzul din oraș

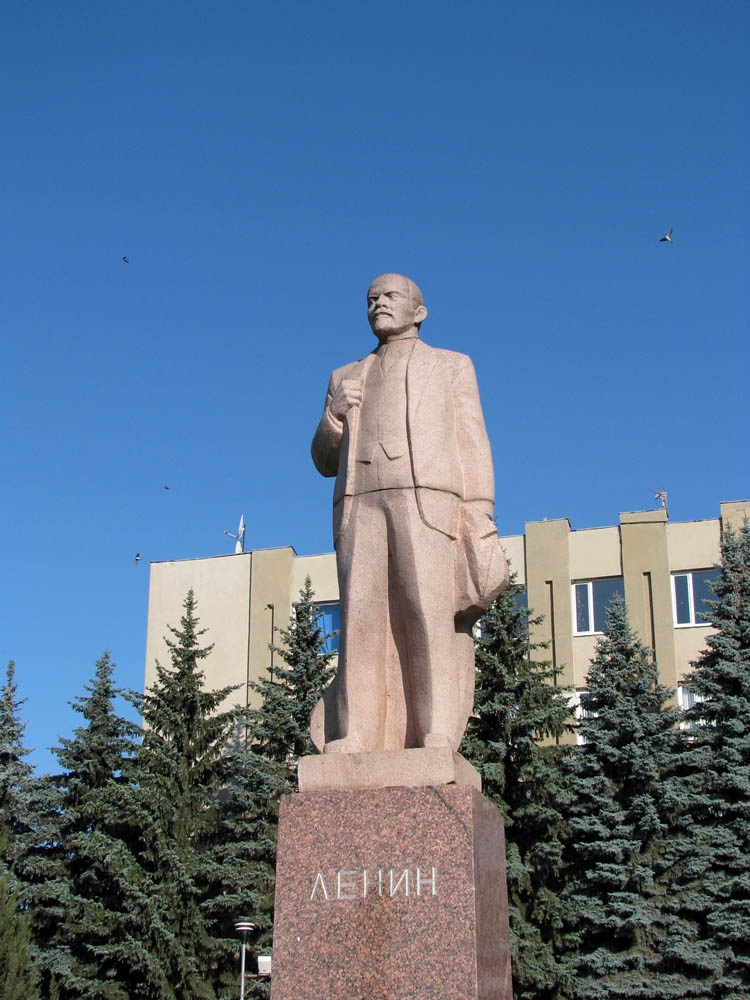
Monumentul lui Lenin din oraș

### Stemă
Scut tăiat și de două ori despicat, aur și roșu alternându-se; în 1, 3 și 5 câte un fir de trandafir roșu, cu tulpina și frunzele verzi, în pal; în 2, 4 și 6 câte un brici de argint, întredeschis, în pal. Scutul timbrat de o coroană murală de aur cu trei turnuri.

### Drapel
Drapelul orașului Briceni reprezintă o pânză dreptunghiulară (2:3), tripartită în fascie și despicată, galben și roșu alternându-se.

### Imn
Imnul orașului Briceni a fost aprobat de sfatul orășenesc la 9 aprilie 2003 în urma unui concurs la care au participat mai mulți poeți și compozitori din Moldova. Învingători au fost Ludmila Sobețchi și Constantin Rusnac.
Pământ al Gloriei Briceni
Din moși-strămoși, nestrămutați,

Am ocrotit acest pământ.

Noi cu stejarii suntem frați,

Avem cu spicul legământ.
Refren
Vei fi mereu sub cerul nalt

La pieptul țării diamant.

Cetate ești, noi — bravii cetățeni,

Pământ al gloriei Briceni!

Oriunde am fi și-n orice zi

Prin fapte mari te vom cinsti.

Cetate ești, noi bravii cetățeni,

Pământ al gloriei Briceni!
2
Pentru oricine-a îndrăznit

Cu gând hain să vină-aici

Găseam și spadă și cuvânt

Tăios ca lama unui brici.
3
Lumina verbului matern

Din moși strămoși, din tată-n fiu,

Ne-a fost lăsată s-o păzim

Cu trandafirul purpuriu.
Refren
Vei fi mereu sub cerul înalt

La pieptul țării diamant.

Cetate ești, noi bravii cetățeni,

Pământ al gloriei Briceni!

Oriunde am fi și-n orice zi

Prin fapte mari te vom cinsti.

Cetate ești, noi — bravii cetățeni,

Oraș al gloriei — Briceni!

Cetate ești, noi — bravii tăi cetățeni,

Oraș al gloriei — Briceni!
| Text   | Text   | Ludmila Sobețchi  | Ludmila Sobețchi  |
| Muzică | Muzică | Constantin Rusnac | Constantin Rusnac |

## Demografie

### Dinamica numărului populației
Populația orașului conform datelor statistice oficiale constituie 9.600 locuitori, însă conform calculelor autorităților publice locale ea este de circa 11.000 locuitori. Orașul are o structură multinațională a populației. 
Briceni - evoluția demografică

0200040006000800010.00012.00018591892193019491979populațiePopulația istorică din Briceni
Date: Recensăminte sau birourile de statistică - grafică realizată de Wikipedia

### Structura etnică
Ucraineni (48,7%)
     Români (38,9%)
     Ruși (8,4%)
     Romi (2,1%)
     Alte etnii (1,9%)
Structura etnică a orașului conform recensământului populației din 2004:
| Grup etnic         | Populație | % Procentaj |
| ------------------ | --------- | ----------- |
| Ucraineni          | 4.271     | 48,73%      |
| Români (moldoveni) | 3.411     | 38,91       |
| Ruși               | 737       | 8,41%       |
| Țigani             | 185       | 2,11%       |
| Evrei              | 52        | 0,59%       |
| Găgăuzi            | 26        | 0,30%       |
| Bulgari            | 14        | 0,16%       |
| Alții              | 69        |             |
| Total              | 8.765     | 100%        |

### Structura lingvistică
Limba vorbită de obicei în Briceni în 2014:
| Limba            | Numărul de vorbitori | Procent |
| ---------------- | -------------------- | ------- |
| limba română     | 2366                 | 32.34%  |
| limba rusă       | 3776                 | 51.62%  |
| limba rromani    | 88                   | 1.20%   |
| limba ucraineană | 555                  | 7.58%   |
| Altă limbă       | 8                    | 0.10%   |
| Nedeclarat       | 521                  | 7.12%   |
| Numărul total    | 7314                 | 100%    |

## Administrație și politică
Componența Consiliului local Briceni (17 consilieri), ales la 5 noiembrie 2023, este următoarea:
|  | Partid                                       | Consilieri | Componență | Componență | Componență | Componență | Componență | Componență | Componență | Componență | Componență | Componență | Componență | Componență | Componență | Componență | Componență |
|  | -------------------------------------------- | ---------- | ---------- | ---------- | ---------- | ---------- | ---------- | ---------- | ---------- | ---------- | ---------- | ---------- | ---------- | ---------- | ---------- | ---------- | ---------- |
|  | Partidul Socialiștilor din Republica Moldova | 15         |            |            |            |            |            |            |            |            |            |            |            |            |            |            |            |
|  | Partidul Acțiune și Solidaritate             | 2          |            |            |            |            |            |            |            |            |            |            |            |            |            |            |            |

## Economie
Economia locală este formată din circa 100 agenți economici dintre care 10 sunt întreprinderi mari industriale, care cu părere de rău în prezent staționează. Cea mai remarcabilă este Fabrica de zahăr din Briceni care era cea mai mare din Republică, de asemeni mai funcționau fabrica de pâine, de vin și uzina secretă pe atunci de fabricare a microcomponentelor „Luci”. Toate aceste întreprinderi au fost staționate după 1990.
În oraș activează 14 întreprinderi de prestare a serviciilor către populație și două întreprinderi de construcție și transport. Una dintre cele mai prospere întreprinderi din  Briceni este „Floare-Morari”, care se ocupă cu creșterea și comercializarea florilor. Întreprinderea are 5 sere, este în continuă dezvoltare și produce un vast sortiment de flori pe tot parcursul anului.

## Infrastructură

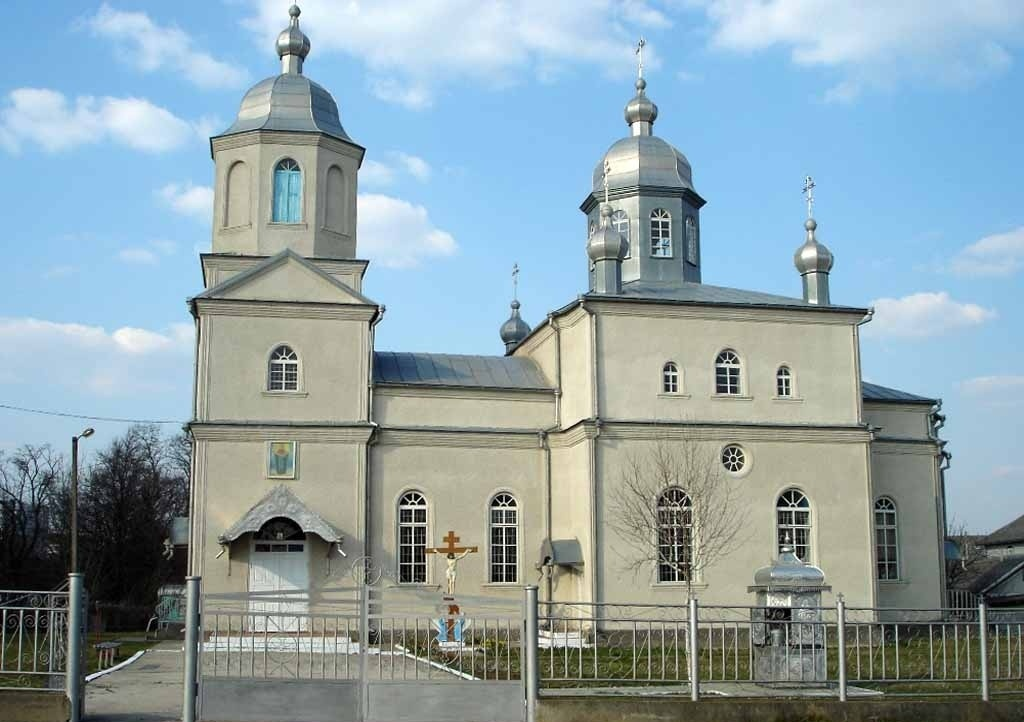
Biserica din localitate

În oraș funcționează o întreprindere municipală care acordă servicii comunale de salubrizare, aprovizionare cu apă și canalizare. În prezent circa 70% din populația orașului este conectată la conducta de gaze, asigurarea cu căldură în oraș este realizată în mod autonom, dar în oraș există două cazangerii, care ar putea acoperi în mod centralizat necesitățile orașului în energie termică. Lungimea totală a drumurilor în oraș constituie 46 km, dintre care 33 de km. cu acoperire rigidă.
De asemenea orașul dispune de un hotel "Vesta" cu 25 locuri de cazare, două piețe, 4 filiale ale băncilor și o filială a unei companii de asigurare.

## Social

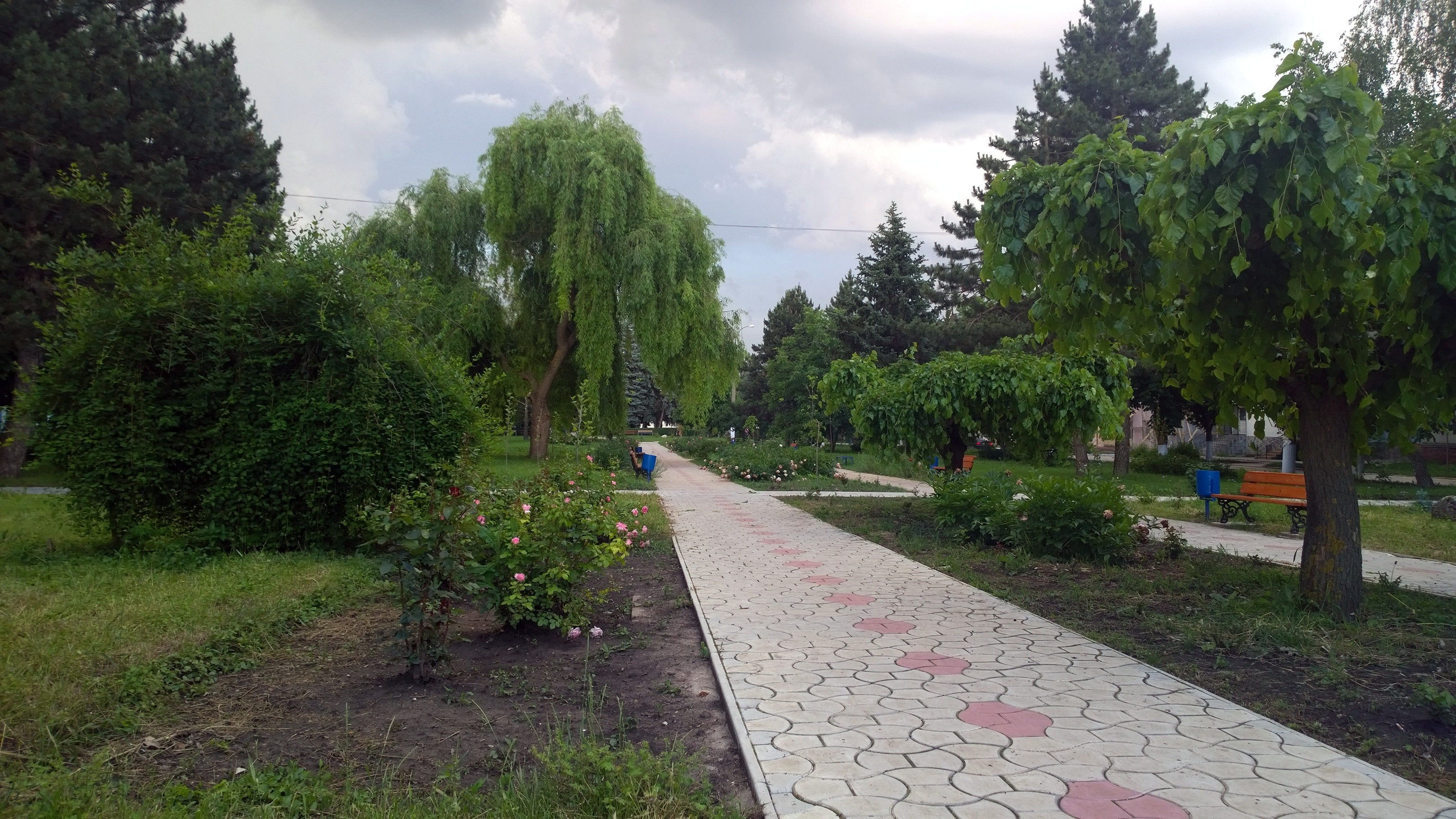
Parcul din localitate

În oraș sunt 11 instituții de învățământ, inclusiv 3 licee cu predare în limbile (română, rusă și ucraineană), școală sportivă, școală muzicală, 2 școli auto (filiale Lipcani și Chișinău), 3 grădinițe de copii, etc. În oraș activează un colegiu privat. În toate instituțiile de învățământ își fac studiile 2.300 elevi și lucrează 156 profesori. În oraș funcționează biblioteca raională "Bacău", cu secții de literatură română, rusă și ucraineană. Biblioteca e amenajată cu săli de lectură. Orașul dispune de un stadion orășenesc și 4 săli de sport.
În oraș este un spital cu o capacitate de 170 de paturi și 138 angajați ca personal medical. De asemeni, orașul Briceni dispune de propria sa televiziune raională „Canal-X”.
Un aport deosebit în dezvoltarea culturii orașului o aduce școala de arte, elevii căreia au participat la diverse concursuri internaționale din China, Finlanda, Turcia, Polonia, etc. În ultimii ani copii din școala de arte au fost decorați cu 5 medalii internaționale în diferite țări.
Pe lângă școală activează colectivul de dans modern „Capricio” care a participat la diverse manifestări pe plan național.

## Personalități

### Născuți în Briceni
- Samson Fleksor (1838–1907), avocat și publicist țarist
- Morris Gisnet (1880–1960), scriitor, dramaturg și avocat american
- Jacob R. Schwartz (1889–1978), om de știință și stomatolog american
- Albert Weinstein (1892–1970), economist, statistician și bibliograf sovietic
- Grigori Rakitov (1894–1937), revoluționar rus, participant la Războiul Civil Rus și politician sovietic
- Tania Fuks (1896–1950), jurnalist, scriitor, personalitate publică din România, Polonia și Argentina
- Iosef Trahtenberg (1912–1941), poet și dramaturg evreu basarabean
- Paul Mihnea (1921–1994), poet și traducător sovietic moldovean
- Israel Berstein (1926–1991), matematician român, ulterior american
- Veaceslav Leontie Perju (n. 1953), profesor universitar și om de știință sovietic și moldovean
- Vladislav Lungu (n. 1977), fotbalist moldovean
- Anastasia Markovici (n. 1979), pictoriță ucraineană

### Au locuit în Briceni
- Iakov Silber (1888–d. 1941), jurnalist sovietic
- Iosl Lerner (1903–1994), poet, dramaturg și profesor israelian
- Josif Landa (1912–2000), poet, romancier, critic și jurnalist brazilian
- Boris Roisen (1913–1986), critic și profesor literar sovietic
- Nicolae Simatoc (1920–1979), primul fotbalist român la FC Barcelona
- Grigore Vieru (1935–2009), poet

## Orașe înfrățite
În anul 1998 localitatea Briceni s-a înfrățit cu orașul Rădăuți din România.